# (22497) Immanuelfuchs
(22497) Immanuelfuchs est un astéroïde de la ceinture principale.

## Description
(22497) Immanuelfuchs est un astéroïde de la ceinture principale. Il fut découvert le 30 mai 1997 à Prescott (Arizona) par Paul G. Comba. Il présente une orbite caractérisée par un demi-grand axe de 2,89 UA, une excentricité de 0,08 et une inclinaison de 3,3° par rapport à l'écliptique.

## Compléments